# Carl Sture
Carl Sture, född 13 december 1555 i Åbo, död 24 januari 1598 i Stockholm, var en svensk adelsman och lagman.

## Biografi
Carl Sture var son till Svante Sture den yngre och sonson till Sten Sture den yngre. 1571 var han hovjunkare hos Johan III men var sedan nära lierad med hertig Karl och ingick i hans furstliga råd
Han var lagman i Närkes lagsaga 1579–1595 och i Södermanlands lagsaga från 1595 till sin död. Han var även 1577–1596 häradshövding i Hölebo härad. I Hölebo härad låg sätesgården Tullgarn, vars första slott Tullgarns slott han lät uppföra.
Han och hans maka lät uppföra ett gravmonument i Hölö kyrka.